# 池見典子
池見 典子（いけみ のりこ、1989年〈平成元年〉1月9日 - ）は、日本のグラビアアイドル、元キャンペーンガール。香港出身。以前はプレミアムエンターテインメントに所属していた。
2011年よりジェフユナイテッド市原・千葉のオフィシャルサポートガール「FROM AQUAマーメイド」のメンバーとして活動している。

## 人物
- 香港で生まれた後、千葉県へ転出。東放学園高等専修学校卒業（4期生）。
- 趣味は球技、カメラ、ストレッチ、ネイルアート、
- 特技はクラシックバレエ、ヒップホップダンス、ジャズダンス、開脚。
- 資格は剣道1級。
- FROM AQUAマーメイドの第1期メンバー[1]で、東京ヤクルトスワローズのパフォーマンスチーム「Passion」のメンバー田尻晶子は中学3年からの親友で、今でも仲良しである[2]。

## 活動

### テレビ番組
- 北野タレント名鑑 （フジテレビ）
- ウキ→ビジュ （中京テレビ）
- 月刊DIGICCO（エンタ!371）

### ラジオ番組
- DUNLOP FUTURE HITS（TOKYO FM）
- ASIAN 美少女FILE（USEN）

### インターネット
- Girls eye （MSN）

### グラビア
- FRIDAY
- Sabla
- ヤングマガジン
- ギャルズパラダイス

### キャンペーンガール
- 2005～2006 DUNLOPキャンペーンガール DIGICCO - 名取静、池見典子、栗原海、岡元愛美の4人で活動していた。

## 作品

### CD
※全てDIGICCO名義
- （シングル）
  - YOU! THE WINNER （TONY-504） - 2005年4月13日
- （アルバム）
  - Digi☆Romantic （TONY-603） - 2006年4月19日
  - DIGITRANCE （TONY-609） - 2006年9月13日

### DVD
- 池見典子 INFINITY （TONY-06082） - 2006年8月30日
- WE@アイドルDVD 池見典子 - 2007年8月30日